# Gomme (adhésif)
Pour les articles homonymes, voir Gomme.

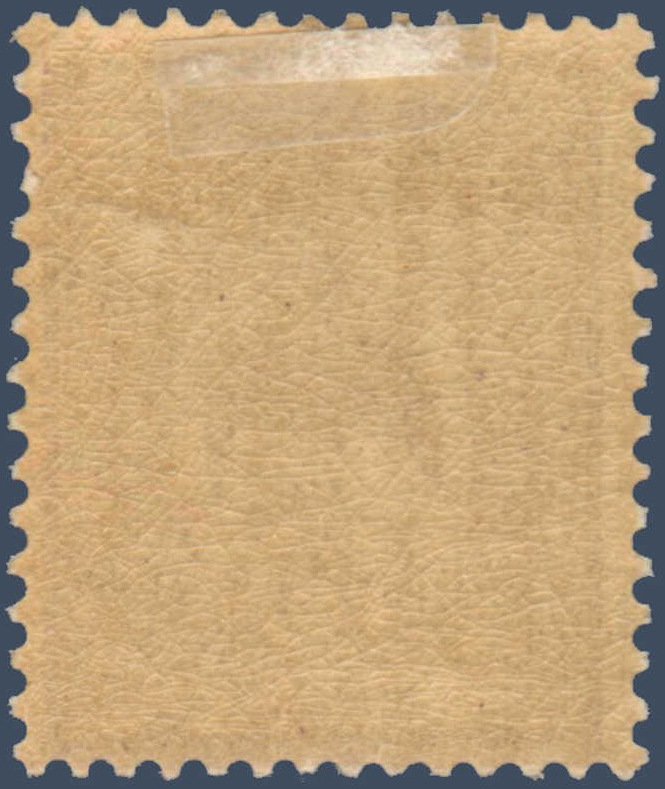
Arrière d'un timbre de Nouvelle-Calédonie de 1905 avec une gomme tropicale brune craquelée.

En philatélie, la gomme est une substance appliquée à l'arrière d'un timbre pour lui permettre d'adhérer à une lettre ou à autre support postal. Ce terme générique s'applique à la fois pour les gommes traditionnelles telle que la gomme arabique et aux gommes synthétiques modernes. L'état de conservation de la gomme est un paramètre important lors de l'estimation d'un timbre.

## Histoire
Avant que les timbres-poste n'existent, c'étaient les destinataires qui devaient payer pour recevoir les lettres qui leur étaient envoyées. Les tarifs postaux étaient basés sur la distance parcourue par la lettre ainsi que par son poids. C'est Sir Rowland Hill  qui apporta la solution à ce système dépassé grâce au payement anticipé et à l'apparition du timbre-poste. Le premier timbre postal de l'histoire est le Penny Black émis par le Royaume-Uni de Grande-Bretagne et d'Irlande en 1840,. Ce timbre connu était gommé, mais de nombreux timbres du XIXe siècle étaient néanmoins émis sans gomme et ce quelquefois par manque de moyens (par exemple, la première émission ougandaise Uganda Cowries réalisée en 1895 avec une machine à écrire). Les conditions climatiques tropicales extrêmes (soleil et humidité) ont également été un problème pour la conservation de la gomme des timbres des pays concernés (Congo Belge, Suriname...). Enfin, certains timbres destinés à être vendus exclusivement à des collectionneurs ont été délivrés sans gomme, comme les feuilles de souvenirs américaines Farley's Follies (en) de 1933. La gomme des premiers timbres de Grande-Bretagne était appelée ciment et était préparée à partir d'un mélange de fécule de pomme de terre, d'amidon de blé et de gomme arabique.

## Technique et types de gommes

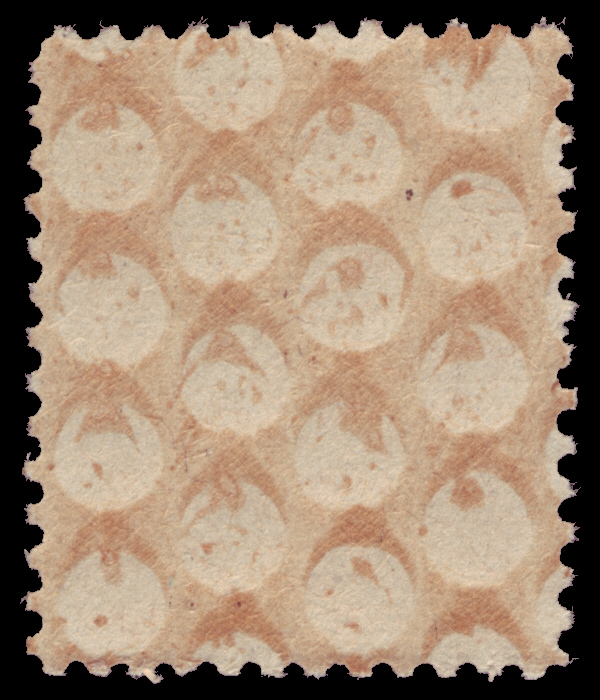
Arrière d'un timbre avec une économie de gomme émis par l'Allemagne occupée.

Initialement, l'application de la gomme se faisait après l'impression mais avant la perforation, souvent à cause du fait que le papier devait être humide pour pouvoir être imprimé correctement. Il y a de nombreux exemples historiques où les timbres ont été gommés après avoir été perforés, mais cela reste inhabituel. De nos jours, les timbres sont imprimés à sec sur du papier pré-gommé.
Sur les premiers timbres, la gomme était appliquée manuellement, à l'aide d'un pinceau ou d'un rouleau. Il faut attendre 1880 pour que l'imprimeur De La Rue invente une machine qui gomme automatiquement l'arrière des feuilles de timbres. Depuis lors, la gomme est toujours appliquée uniformément à l'aide d'une machine. 
Le problème le plus critique dû à l'opération de gommage est sa tendance à courber le timbre à cause de réactions entre la gomme et le papier qui ne sont pas à des taux d'humidité identiques. Dans les cas extrêmes, le timbre peut s'enrouler sur lui-même et former un fin tube de papier. De nombreux dispositifs ont été mis en place pour tenter de limiter ce phénomène, mais le problème persiste toujours actuellement. Sur les timbres suisses des années 1930, l'imprimerie Courvoisier utilisait une machine pour casser la gomme en passant un rouleau munis de petites pointes sur la gomme qui porte depuis le nom particulier de gomme brisée à cause de son aspect gaufré. Une autre technique utilisée a été de trancher la gomme grâce à un couteau après son application. Dans certains cas, le problème se résout par lui-même du fait que la gomme se craquèle en séchant. 
L'aspect de la gomme sur les timbres varie selon le type de gomme utilisée et selon la méthode d'application, sa teinte pouvant aller de l'incolore au brun foncé. Voici quelques types de gommes fréquemment utilisées sur les timbres (la liste n'est pas exhaustive du fait que des gommes bien particulières ont été produites localement et temporairement) :
- Gomme arabique : gomme la plus largement utilisée jusque dans les années 60. Neuve, elle a un aspect brillant et colle facilement aux doigts. Il s'agit d'une gomme très sujette à l'humidité et à l'apparition de rouille[10]. Elle adhère rapidement au papier, mais s'enlève aussi facilement. Il arrive fréquemment que des lots de timbres neufs soient collés entre eux à cause de cette gomme collante[11].

- Gomme synthétique : gomme produite à partir d'alcool polyninylique et dont la couleur blanche est apportée par la dextrine extraite de l'amidon. Elle est souvent abrégée par les lettres APV[1]. Elle résiste à l'humidité et ne colle pas aux doigts. Il lui faut plus de temps pour coller, mais adhère plus fortement[11].

- Gomme tropicale : gomme qui réagit moins fortement aux fortes humidités et à la chaleur. Elle a un aspect brun plus ou moins foncé[11].

Quelques timbres ont reçu une gomme avec un motif particulier ressemblant à un filigrane, probablement pour assurer une sécurité supplémentaire face aux faussaires. Les timbres allemands de 1921 ont une gomme avec des motifs de vagues tandis que des timbres tchèques ont eu les initiales du pays CSP dans leur gomme à partir de 1923.
À cause du manque de ressources et à la situation dramatique suivant la Seconde Guerre mondiale en Allemagne, des économies ont été réalisées sur la quantité de gomme appliquée sur les timbres. Cette gomme dite d'économie (en allemand : spargummi) n'était ainsi  pas apposée sur toute la surface des timbres.

## Timbre autoadhésif
À partir des années 90, l'usage des timbres autocollants ou timbres autoadhésifs s'est largement intensifié surtout pour les séries d'usage courant. La matière utilisée est un adhésif qui ne nécessite pas d'humidité, de solvant ou de chaleur pour être activé. Par conséquent, le support de ce nouveau type de timbre est un papier glacé qui leur permet de ne pas coller aussi fortement que sur du papier. C'est un pays au climat tropical, le Sierra Leone qui a fait le premier usage d'un timbre autocollant en 1964. Les États-Unis ont attendu 1974 pour émettre leur premier timbre de Noël autocollant, mais celui-ci n'a pas rencontré de franc succès. Le Canada est suivi par le Japon et par les États-Unis à la fin des années 80 dans l'emploi plus important des timbres autocollants. En France, c'est la Marianne du Bicentenaire qui inaugure ce type de timbres en 1990.
L'usage de l'autoadhésif a permis d'éviter des soucis d'hygiène puisqu'il ne faut plus humidifier les timbres pour pouvoir les coller. Une facilité dans leur usage et dans leur fabrication (formes particulières) a également été apportée. Néanmoins, du fait de la difficulté à les décoller de leur support postal, les timbres autocollants ne sont pas appréciés des philatélistes.

## Risques de santé
En 1965, une étude anglaise sur la transmission des virus et des bactéries sur le papier gommé apporte : Bien qu'aucune bactérie ou virus pathogène n'ait été isolé sur des échantillons d'enveloppes obtenues à partir de diverses sources, les gommes utilisées dans la fabrication des timbres ont montré un effet protecteur contre la mort due à la dessiccation pour les bactéries et virus introduits dans celles-ci. Il a été démontré que les bactéries pouvaient aussi se multiplier dans ces gommes. Les auteurs ajoutent comme avertissement : Les timbres sont bien souvent traités avec négligence lorsqu'ils sont présentés sur le comptoir d'un bureau de poste, alors que l'acheteur les lèche sans hésitation. Le présent travail montre à quel point les bactéries peuvent facilement adhérer à la surface du papier doux qui a été légèrement humidifié; et le doigt est une source importante d'humidité et de contamination bactérienne.
En 1996, un épisode de la sitcom populaire Seinfeld a présenté un personnage (Susan Ross) qui a été empoisonné après avoir léché le rabat de trop d'enveloppes gommées. Cet épisode a été lié de manière anecdotique à une augmentation des inquiétudes concernant les risques pour la santé de lécher du papier gommé et on a spéculé qu'il aurait contribué à la popularité croissante des timbres autocollants, du moins aux États-Unis.

## Philatélie

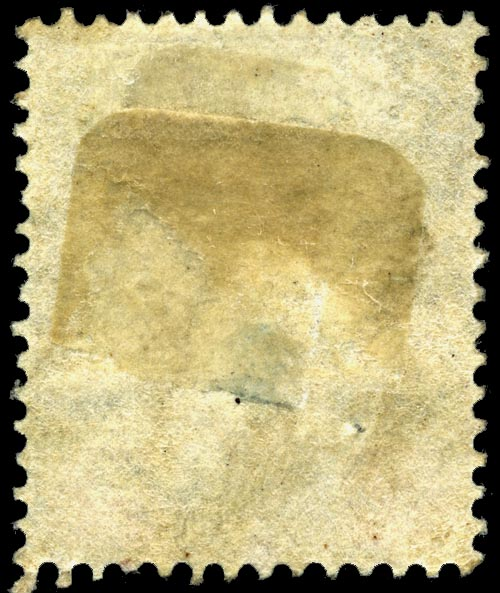
De nombreuses traces de charnières sont visibles à l'arrière de ce timbre.

### Différents états de conservation
La gomme des timbres est un paramètre important pour les collectionneurs, bien que sa présence soit rarement utilisée pour différencier un timbre commun d'un timbre rare. Néanmoins, son état se reflète dans l'évaluation des timbres neufs. Plusieurs niveaux de qualité sont distingués par les philatélistes :
- Timbre neuf sans charnière ** : cet état est connu sous son abréviation anglaise MNH (Mint Never Hinged). Les timbres doivent être dans le même état qu'en sortant du bureau de poste, c'est-à-dire avec une gomme intacte  et sans charnière ou traces de charnière. Il s'agit de l'état de conservation le plus recherché et qui apporte les plus hautes cotes[N 4].

- Timbre neuf avec charnière * : cet état est connu sous son abréviation anglaise MH (Mint Hinged). Une charnière ou des traces de charnières sont présentes à l'arrière du timbre et même s'il reste une partie de la gomme originale, le timbre n'est plus considéré comme totalement neuf. Les cotes pour ces timbres diminuent fortement et ces derniers sont donc moins recherchés.

- Timbre neuf sans gomme (*) : cet état est connu sous son abréviation anglaise MNG (Mint No Gum). Les timbres ont un aspect neuf mais la gomme n'est pas présente. Il peut s'agir de timbres qui n'ont jamais été gommés ou de timbres dont la gomme a été intentionnellement enlevée. Leur cote est généralement identique aux neufs avec charnière.

- Oblitéré : les timbres ont reçu une oblitération et ne possèdent de facto plus de gomme.

Certains timbres ont été émis sans gomme, soit en raison d'un manque de moyens, soit pour éviter que les feuilles de timbres ne collent entre elles dans les pays tropicaux. Ces timbres ne se retrouvent donc qu'en qualité (*).
De plus, avant la Seconde Guerre mondiale, les albums de timbres à bandes n'existaient pas et les collectionneurs collaient donc aussi bien leurs timbres neufs qu'oblitérés sur des albums papier à l'aide de charnières. Il apparaît dès lors que le nombre de timbres anciens (XIXe siècle) sont assez rares en qualité **, surtout pour les bonnes cotes. La conséquence est que de nombreux vieux timbres ont été par la suite regommés afin de leur faire gagner en cote,. La détection de ces faux timbres doit donc être une part importante de l'expertise philatélique. En aucun cas, les timbres regommés ne seront évalués plus que les timbres neufs sans gomme.

### Variétés

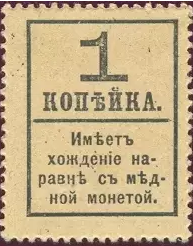
Le texte imprimé à l'arrière indique que ce timbre russe de 1917 a un cours égal à celui d’une monnaie d’argent ou de cuivre.

Les timbres contenant du texte, des chiffres ou des symboles imprimés sur la gomme présentent un intérêt particulier pour les collectionneurs thématiques. 
Il existe également des timbres imprimés par erreur sur le côté gommé. Ceux-ci sont fortement recherchés par les collectionneurs intéressés par des variétés peu communes.
Comme expliqué précédemment, la gomme pouvait fréquemment entraîner l'enroulement des timbres neufs sur eux-mêmes. Pour éviter cela, certaines autorités postales, comme l'Allemagne dans les années 1930 et 1940, ont décidé de briser la gomme à l'aide de rouleaux hérissés de pointes, ce qui provoque son gaufrage. L'orientation de ce quadrillage est ainsi utilisée pour distinguer les différentes séries d'un type de timbres.

### Dommages dus à la gomme

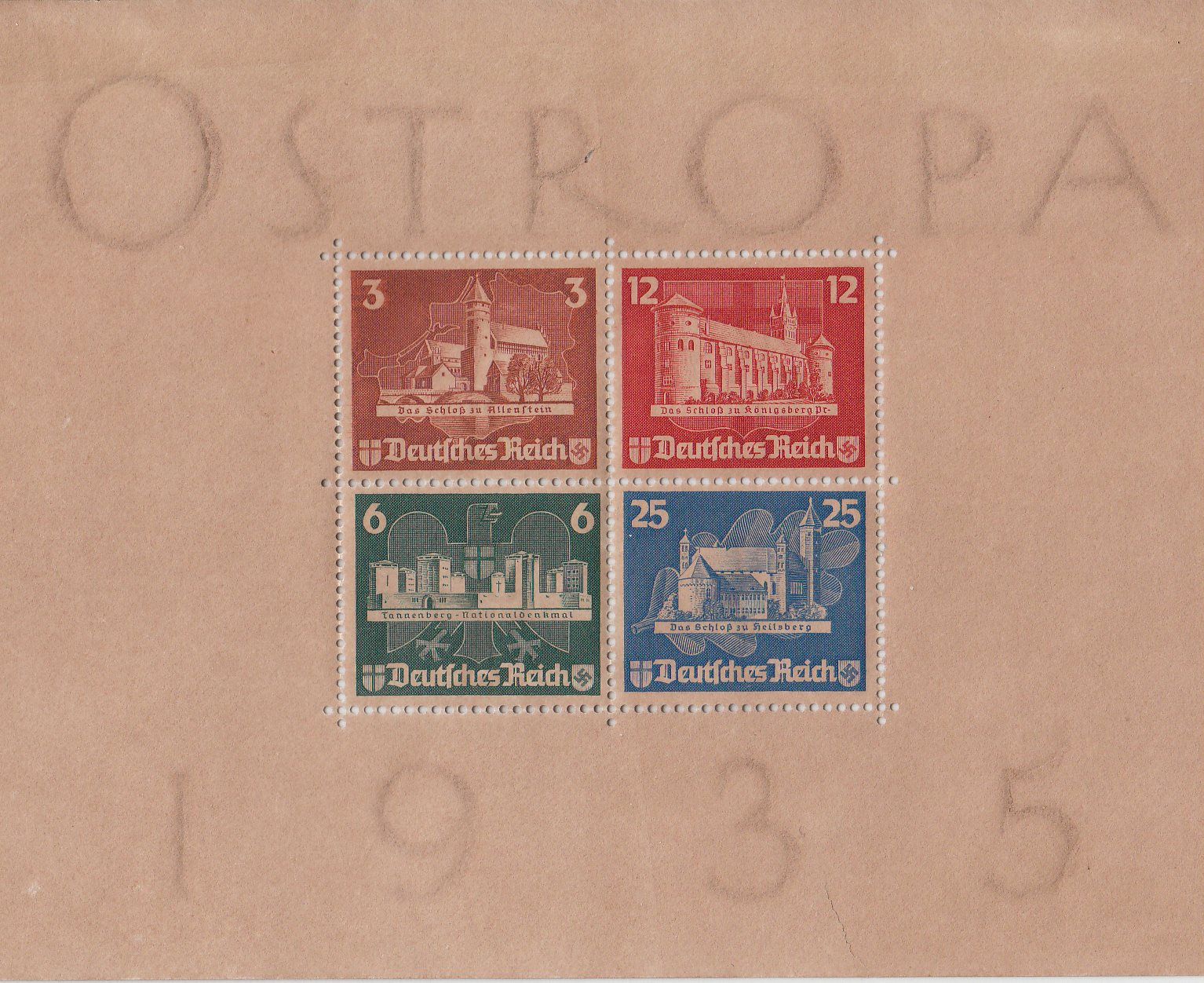
Le bloc commémoratif Ostropa a son papier décoloré par l'acide présent dans la gomme des timbres. Le papier se détériore également au niveau des filigranes.

Des précautions doivent être prises durant l'opération qui applique la gomme sur les timbres, en particulier si elle est préparée à partir d'éléments naturels. L'acide contenu dans les gommes peut en effet à terme détruire le papier du timbre. Il existe des cas notables tels que le bloc commémoratif Ostropa (de) émis en Allemagne en 1935 et les timbres-poste allemands de type Zeppelin en 1936.
La gomme épaisse sur certains timbres plus anciens, en particulier ceux d'Autriche-Hongrie, tend à se briser en raison des changements d'humidité et de température de l'air. De telles variations peuvent également affecter le papier timbre et en provoquer la détérioration.
Dans de tels cas, les catalogues de timbres recommandent d'enlever la gomme pour éviter d'endommager davantage les timbres.